# Camminata nordica

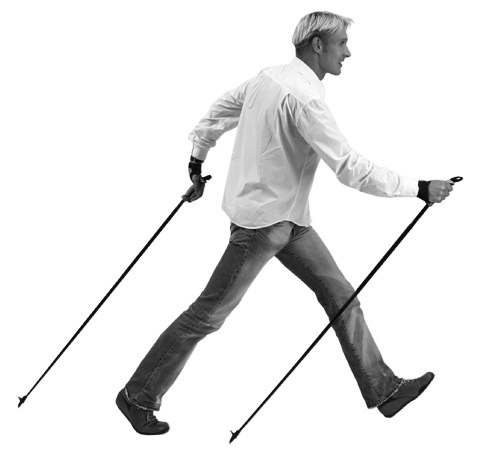
Marko Kantaneva, l'inventore della camminata nordica

La camminata nordica (Nordic walking in inglese, sauvakävely in finlandese, in italiano chiamata anche camminata con bastoni) è un'attività fisica e sportiva che utilizza bastoncini simili a quelli utilizzati nello sci di fondo ma appositamente concepiti.

## Storia
La camminata con i bastoncini appare negli anni ’30 come allenamento estivo-autunnale degli scandinavi praticanti sci di fondo e combinata nordica a livello agonistico.
In Italia negli anni ’60 è sempre uno scandinavo, l’allenatore svedese Bengt Nilsson, ad avviare a questa pratica i fondisti azzurri, tra cui l’olimpionico Franco Nones.
I primi bastonicini concepiti specificamente per questo genere di esercizi fisici furono presentati nel 1988 negli Stati Uniti  dall'ex runner americano Tom Rutlin, che coniò il marchio Exerstrider e il termine ‘Exerstriding' (letteralmente "estens-trazione", detta anche "trazione esterna" e anche "Esercizio con passo lungo").
Erano però pesanti e simili ai bastoni alpinistici con un lacciolo semplice (e successivamente senza lacciolo), pertanto diversi da quelli attualmente utilizzati nella camminata nordica, e si differenziavano anche per la tecnica, principalmente nell'estensione del braccio, che porta a differenze nel modo in cui si appoggiano i bastoncini (ancora oggi Exerstriding e Nordic-walking vengono normalmente confusi a causa di errate interpretazioni e/o traduzioni).
La camminara nordica nasce ufficialmente solo nel 1997,  con la tesi di laurea sulla camminata, intitolata "Sauvakävely", dello studente finlandese Marko Kantaneva presentata al Finnish Sports Insititute a Vierumäki.
Nel primo anno di pubblicazione (1997), i primi bastoni per camminata nordica furono realizzati e distribuiti dalla Exel Oyj. La definizione camminata nordica fu coniata e ottenne il primo riconoscimento internazionale solo nel 1999 grazie a un opuscolo illustrativo della Exel Oyj stessa.
La moderna camminata nordica prende piede in Italia alla fine del 2003 in Alto Adige per poi espandersi.
Nel 2007 viene scritto e pubblicato in Italia il primo libro sulla tecnica.

## Caratteristiche e possibili benefici
la camminata nordica comporta l'applicazione di una forza ai bastoni ad ogni passo, per spingere il corpo in avanti. Rispetto alla normale camminata questo implica l'uso con maggiore intensità dell'intero corpo, coinvolgendo i gruppi muscolari di torace, dorsali, tricipiti, bicipiti, spalle, addominali e spinali, con vari effetti benefici quali:
- aumento generalizzato della forza e resistenza nei muscoli principali e nel tronco superiore (fino al 38% in sole dodici settimane di pratica);
- aumento significativo della frequenza del battito cardiaco a parità di ritmo[6];
- miglioramento delle vie vascolari ed efficienza dell'apporto di ossigeno;
- maggior facilità nella risalita di pendii;
- maggiore dispendio energetico fino al 46% in calorie rispetto alla normale camminata con gli stessi ritmi[7][8] (ciò implica il sospendere momentaneamente la progressione nordica qualora serva ridurre al minimo il consumo energetico, a scanso di ipotermia o altri inconvenienti). La Harvard Medical School ha dimostrato che la camminata nordica è più calorica di quella normale[9];
- miglioramento di equilibrio e stabilità;
- alleggerimento significativo degli sforzi su anca, ginocchio e caviglie;
- riduzione degli sforzi sulla struttura ossea in genere.

Studi scientifici ne dimostrano i molti benefici in soggetti sani, soggetti in sovrappeso e anche persone affette da patologie croniche. Programmi di allenamento che includono il NW migliorano la capacità cardiorespiratoria e il profilo lipidico, riducendo il peso corporeo e il dolore cronico in soggetti con patologie.

## Possibili controindicazioni
Come in tutti gli sport il N.W. può essere sconsigliato a seguito di particolari stati di salute, anche temporanei:
- sindrome da tunnel carpale (TC)
- scompensi cardiovascolari
- convalescenza da interventi chirurgici addominali
- periodi postinfortunio

Per qualsiasi dubbio è opportuno rivolgersi in via preventiva ad uno specialista in medicina dello sport per la verifica dei propri parametri.
Eventuali danni nell'uso di questa tecnica sono per lo più riconducibili ad errori nell'esecuzione dei movimenti, soprattutto con approccio da autodidatti e all'impiego di attrezzatura errata, quali bastoncini da trekking o da sci, che potrebbero persino produrre tendiniti e sindrome del tunnel carpale. Anche l'impiego di bastoncini specifici ma col corpo centrale in solo alluminio può essere nocivo, e causare danni da sovraccarico poiché tale materiale trasmette maggiori vibrazioni alle articolazioni, a differenza di quelli in fibra di carbonio e vetro.
La camminata nordica non sembra produrre assuefazione all'appoggio su 4 arti e conseguente calo della propriocezione, riscontrabile piuttosto nell'uso continuativo ed eccessivo dei bastoncini durante il trekking /escursionismo. Nella camminata nordica infatti i bastoncini non servono per dare appoggio, bensì ritmo e spinta, considerato anche l'ambiente ove è consigliato praticarla.

## Attrezzatura

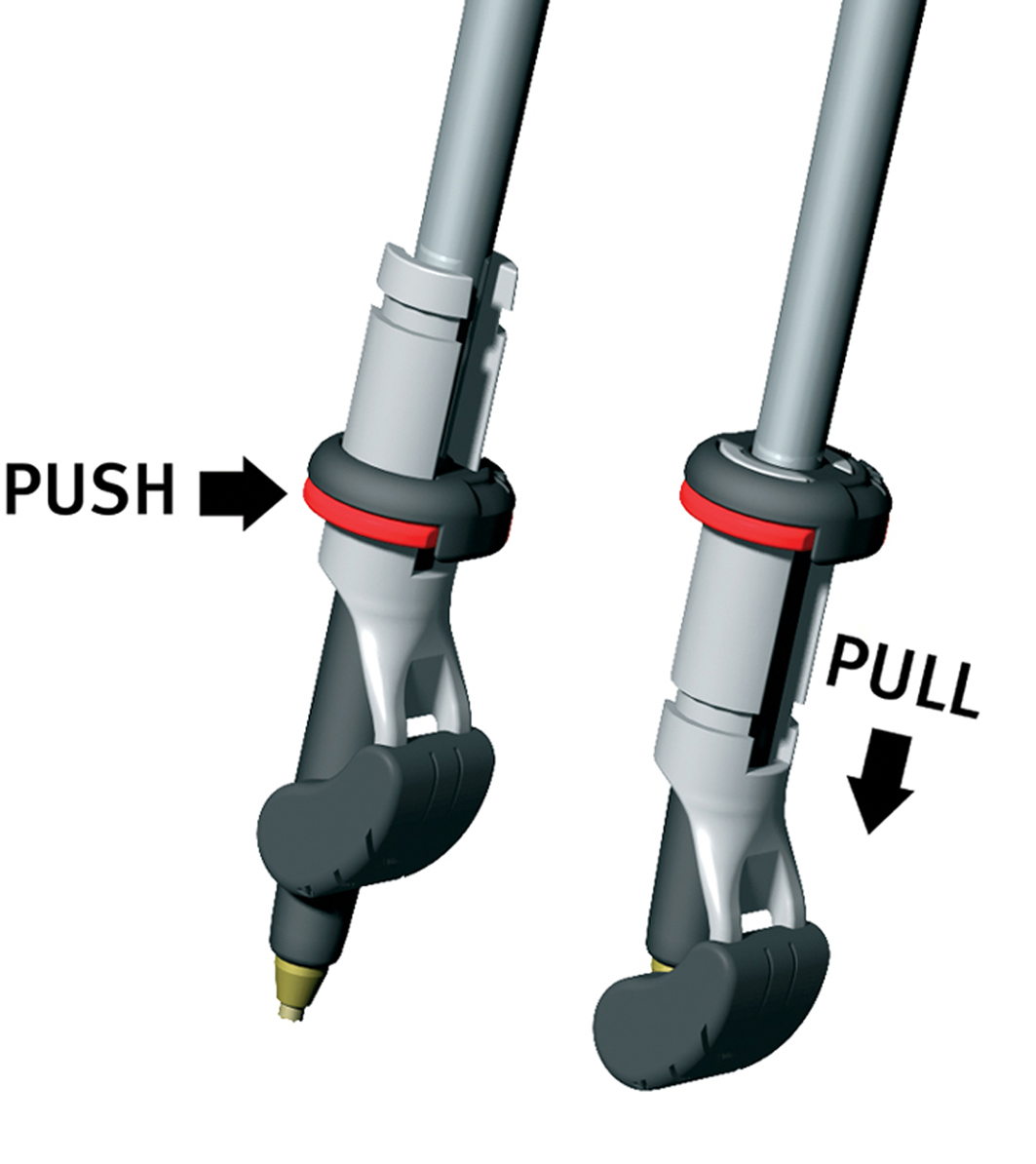
Particolare delle punte dei bastoni impiegati nella camminata nordica. Nel caso di uso su asfalto la punta in metallo viene coperta da una protezione in gomma.

I bastoni per camminata nordica sono più corti di quelli utilizzati nello sci da fondo, poiché non debbono fornirci la medesima spinta. L'uso di bastoni troppo lunghi può aumentare eccessivamente lo sforzo sulle articolazioni di ginocchia, anca e schiena, diminuendo l'efficacia della camminata nordica.
I bastoni per la camminata nordica sono disponibili in pezzo unico,  oppure in due pezzi telescopici.
Hanno impugnature con laccioli speciali, una specie di guanto senza dita che permette di trasmettere la spinta attraverso il lacciolo stesso, evitando di stringere l'impugnatura e quindi riducendo anche il lavoro delle articolazioni del polso e dei tendini della mano in genere.
All'estremità inferiore sono dotati di ammortizzatori con puntale in acciao per impiego su terra, sabbia, neve e ghiaccio, e di protezioni rimovibili in gomma per impiego su superfici dure;  sono generalmente in materiali leggeri come alluminio, fibra di carbonio, o materiali compositi. Però quelli col corpo centrale in alluminio sono persino sconsigliabili per quanto già esposto nel paragrafo precedente.
Esistono anche bastoncini con interfaccia digitale, detti "bastoncini e-poles", in grado di monitorare parametri angolari, parametri temporali e indici valutativi con distinzione tra bracco destro e sinistro. Abbinati ad un cardiofrequenzimetro, monitorano anche la frequenza cardiaca.
Vengono utilizzati sia in ambito sportivo-agonistico sia in ambito medicale quali dispositivi certificati di Classe 1.

### Scelta dell'equipaggiamento
Nella scelta dei bastoni occorre porre particolare attenzione a:
- Materiale e progettazione dell'impugnatura devono essere ergonomici e adattarsi al palmo della mano, e non devono essere ruvidi al tatto, quando usati a mani nude.
- Il lacciolo deve fornire un buon supporto al braccio, e deve essere progettato in modo tale da non schiacciare il bastoncino, che deve muoversi in modo naturale seguendo il movimento del corpo.
- Un buon lacciolo deve essere bilanciato e non deve impedire una buona circolazione sanguigna.
- Il bastoncino deve essere realizzato in materiale leggero e di lunga durata, preferibilmente in fibra di carbonio o materiale composito, meno in alluminio stante quanto già esposto.
- Il puntale in metallo è una misura di sicurezza (su superfici morbide), e il piedino in gomma, fornito come accessorio, assorbe l'impatto quando utilizzato su superfici dure.

L'altezza indicativa del bastoncino dovrebbe essere quella per cui, impugnandolo e posizionandolo in posizione verticale di fronte a noi, il gomito forma un angolo di circa 90°. Partendo da questa misura, valida per la maggior parte dei casi, vi sono due possibili adattamenti a casi specifici:
- se si è principianti o si vuole compiere un lavoro meno intenso si può abbassare leggermente il bastoncino , fino a 5 cm in meno;
- se invece si vuole svolgere un lavoro più intenso e/o utilizzare il nordic walking come preparazione sportiva, si può alzare il bastoncino di 5 cm o poco più; ciò è comunque consigliato per persone già ben allenate.

## Tecnica
La camminata nordica nella sua forma originale utilizza uno stile unico e naturale, basato sul lavoro di Marko Kantaneva.
Le cadenze di braccia, gambe e corpo sono molto simili a quelle della camminata veloce. Gambe e braccia opposte si alternano ritmicamente, oscillando in avanti e all'indietro. Per raggiungere i risultati prefissati è importante imparare fin dagli esordi il corretto ritmo e cadenza della camminata nordica. L'ampiezza del movimento delle braccia in avanti e all'indietro regola l'ampiezza del passo. Un movimento limitato del braccio limita anche il movimento del bacino e di conseguenza la lunghezza del passo. Aumentando la lunghezza del bastone aumentano lo slancio e il movimento di bacino e torso, assicurando un maggiore e più salutare movimento dell'intero corpo.
La tecnica suggerita dall’INWA (international Nordic Walking Association) nasce da quella di avanzamento con lo sci di fondo. per quanto riguarda la parte superiore del corpo bisogna muovere le braccia rispettando il range di movimento della camminata naturale, tenendo i bastoncini all'indietro durante la fase di carico, utilizzarli in modo attivo e dinamico e controllarli mediante presa manuale alternata a rilascio. 
È stato riscontrato che lo stile di camminata nordica influenza il movimento pelvico e le attività muscolari degli adulti con osteoartrosi dell'anca. L’utilizzo errato o differente della tecnica suggerita dall’INWA influisce sulla forza applicata e potrebbe portare a modelli differenti di attivazione muscolare della parte superiore del corpo e di conseguenza ad un dispendio energetico improprio.

## Diffusione
La camminata nordica è praticata in circa quaranta paesi in tutto il mondo e stime fatte nel 2007 danno un numero di praticanti nel mondo pari a circa sette milioni e mezzo di persone, ma in costante e rapido aumento. La camminata nordica è una delle discipline più in crescita nel mondo in questo momento.
L'attività è maggiormente diffusa in Scandinavia e nell'Europa centrale, dove a partire dal 2003 sono stati creati numerosi "Nordic-Walking-Parks"... dotati di circuiti di difficoltà variabile. Peraltro, da un'analisi di mercato condotta in Germania, circa il 69% dei praticanti sono donne.
In Italia la camminata nordica, arrivata nel 2003 per merito dell'ANI, non è ancora molto diffusa e si stima qualche decina di migliaia di praticanti. Dal 2007 si sta verificando però una grande crescita in termini di popolarità.. In aggiunta ad ANI, tra le strutture che si occupano della promozione della camminata nordica e della formazione degli istruttori della disciplina in Italia, si sono costituite con il tempo, prima l'ANWI nel 2005, nel 2007 la FINW (Federazione Italiana Nordic Walking) costituita su desiderio delle Associazioni del periodo e dal 2008 la Scuola Italiana Nordic Walking, che ha aiutato notevolmente l'incremento della diffusione e promozione della disciplina in ambito nazionale. Ultima nata nel 2013 la Nordic Walking Academy (NWA).
Dal 2018 è istituita la Nordic Walking Sordi Italia (NSWI) che conta circa 4000 membri. Di recente è creata anche una sezione per ipovedenti e non vedenti.